# Phorbas papillosa
Phorbas papillosa är en svampdjursart som först beskrevs av Arnesen 1903.  Phorbas papillosa ingår i släktet Phorbas och familjen Hymedesmiidae. Inga underarter finns listade i Catalogue of Life.